# Bank of England
Bank of England er Storbritanniens centralbank. Den ligger i Threadneedle Street i City of London, og kaldes ofte The Old Lady of Threadneedle Street eller bare The Old Lady. Den blev grundlagt i 1694 for at fungere som regeringens bank. 
Banken fører pengepolitik i form af en inflationsmålsætning. Desuden kontrollerer den bl.a. guldreserven og statslige aktieposter. Den styres under Bank of England–loven af 1998, som erstatter tidligere love om centralbanken. I og med denne nye lov mistede den ansvaret for regulering af og kontrol med landets banker, som blev overført til Financial Services Authority.
Bank of England har monopol på at udstede sedler i England og Wales. I Nordirland og Skotland findes der egne banker som udsteder sedler, men disse må garanteres med tilsvarende indskud i Bank of England. 
Bygningen er fredet (grade I).
Undergrundstationen Bank er opkaldt efter banken, og har en indgang som er bygget ind i banken. 

## Direktører for Bank of England
Siden 2020 har Andrew Bailey været direktør for Bank of England. Hans seneste forgængere har været:
- Gordon Richardson (1973-1983)
- Robin Leigh-Pemberton (1983-1993)
- Edward George (1993-2003)
- Mervyn King (2003-2013
- Mark Carney (2013-2020
- Andrew Bailey (2020-)